# Andrejs Apsītis
Andrejs Apsītis (ros. Андрей Апситис, Andriej Apsitis; ur. 7 lutego 1888 w Plātere, zm. 2 września 1945 w Rydze) – rosyjski i łotewski kolarz (szosowy i torowy), olimpijczyk.

## Życiorys
Urodził się w ówczesnej Rosji (dzisiejsze tereny Łotwy; kraj ten wówczas nie istniał), którą reprezentował na Letnich Igrzyskach Olimpijskich 1912 w kolarstwie szosowym. W jeździe indywidualnej na czas zajął 60. miejsce (jako jedyny z 10 reprezentantów Rosji ukończył wyścig) z czasem 12-18:20,6 (startowało 123 kolarzy). W jeździe drużynowej rosyjska reprezentacja została nieklasyfikowana, gdyż wyścigu nie ukończyła wymagana liczba czterech kolarzy. Na igrzyskach w Paryżu (1924) Apsītis, już jako reprezentant niepodległej Łotwy, startował w wyścigu drużynowym na dochodzenie, w którym wraz z kolegami odpadł w rundzie kwalifikacyjnej po porażce z Polakami (skład:Andrejs Apsītis, Roberts Plūme, Fridrihs Ukstiņš, Artūrs Zeiberliṇš).
Reprezentant klubu Marss. Wygrał kilka mniejszych wyścigów jako reprezentant Rosji. Był później pięciokrotnym mistrzem Łotwy w kolarstwie.
Pracował jako piekarz.